# Graf (matematyka)
Graf – podstawowy obiekt rozważań teorii grafów , struktura matematyczna służąca do przedstawiania i badania relacji między obiektami  . W uproszczeniu graf to zbiór wierzchołków, które mogą być połączone krawędziami w taki sposób, że każda krawędź kończy się i zaczyna w którymś z wierzchołków.
Wierzchołki grafu mogą być numerowane i czasem stanowią reprezentację jakichś obiektów, natomiast krawędzie mogą wówczas obrazować relacje między takimi obiektami. Wierzchołki należące do krawędzi nazywane są jej końcami. Krawędzie mogą mieć wyznaczony kierunek, a graf zawierający takie krawędzie nazywany jest grafem skierowanym lub orgrafem. Krawędź grafu może posiadać wagę, to znaczy przypisaną liczbę, która określa na przykład odległość między wierzchołkami (jeśli np. graf jest reprezentacją połączeń między miastami). W grafie skierowanym wagi mogą być zależne od kierunku przechodzenia przez krawędź (np. jeśli graf reprezentuje trud poruszania się po jakimś terenie, to droga pod górkę będzie miała przypisaną większą wagę niż z górki).
Za pierwszego teoretyka i badacza grafów uważa się szwajcarskiego matematyka i fizyka Leonarda Eulera, który rozstrzygnął zagadnienie mostów królewieckich. Pierwsze użycie określenia „graf” przypisywane jest Jamesowi Josephowi Sylvesterowi – matematykowi angielskiego pochodzenia.

## Zastosowanie grafów
Za najstarszy przykład zastosowania grafów w rozwiązaniu zadanego problemu uznaje się zagadnienie mostów królewieckich, opis którego opublikował w 1736 roku Leonhard Euler:

 →
 →

Grafy mogą służyć do praktycznych zastosowań (także z pomocą komputerów) w wielu różnorodnych problemach, np.: sieć dróg z wierzchołkami reprezentującymi skrzyżowania i krawędziami przedstawiającymi ulice, sieć pomieszczeń i korytarzy w budynkach, dzięki czemu możliwe jest komputerowe wynajdywanie najlepszej drogi ze swojego obecnego położenia do pożądanego celu. Algorytmy grafowe stanowią istotną część programów obsługujących urządzenia GPS. System sztucznej inteligencji w niektórych grach komputerowych musi odszukać dla sterowanych przez program postaci najlepszą drogę, która pozwoli zaatakować przeciwnika. Zagadnienie to może być rozwiązane w oparciu o własności grafów. Przedstawienie w formie grafów sieci komputerowych pozwala na stworzenie oprogramowania usprawniającego trasowanie w Internecie. W dużych organizacjach realizację zlecanych przez klientów zadań można przedstawić w postaci grafów, dzięki czemu możliwe jest zwiększenie wydajności: wierzchołki mogą reprezentować pracowników, a krawędzie grafu – przepływ zadań. Za pomocą związanych z grafami pojęć można opisywać też m.in. rysunki obwodów, schematy blokowe, ponieważ przedstawiają one połączenia lub relacje, zachodzące między różnymi fragmentami wykresu.
Drzewa grafowe przydatne są w praktycznej reprezentacji różnego rodzaju hierarchii. Mistrzostwa sportowe czy drzewo genealogiczne mogą być w przejrzysty sposób opisane przez drzewa binarne. Do tworzenia kodów Huffmana można wykorzystać drzewa binarne z wagami. Idea działania danego niedeterministycznego automatu skończonego może być w przejrzysty sposób pokazana przez odpowiedni graf.
Wzrasta również znaczenie i wykorzystanie teorii grafów w dziedzinach takich, jak chemia, lingwistyka, geografia, architektura i inne.

## Definicje

Graf nieskierowany

Graf skierowany

Graf z wagami

Multigraf

Różni autorzy stosują bardzo odmienne sposoby definiowania i oznaczania elementów grafu.

### Graf
Jedną z definicji grafu jest: graf (nieskierowany) {\displaystyle G} składa się z dwóch zbiorów: {\displaystyle V} oraz {\displaystyle E,} przy czym {\displaystyle V} jest niepustym zbiorem, którego elementy nazywane są wierzchołkami, a {\displaystyle E} jest rodziną dwuelementowych podzbiorów zbioru wierzchołków {\displaystyle V,} zwanych krawędziami: {\displaystyle E\subseteq \{\{u,v\}:u,v\in V\}.} Definicja ta nie wymaga, by {\displaystyle V} i {\displaystyle E} były skończone. W praktyce rozważa się także grafy o nieskończonej liczbie wierzchołków – wtedy liczba krawędzi może być zarówno skończona, jak i nieskończona.

### Graf skierowany
Graf skierowany lub inaczej digraf składa się z dwóch zbiorów – niepustego zbioru wierzchołków {\displaystyle V} oraz rodziny {\displaystyle A} par uporządkowanych elementów zbioru {\displaystyle V,} zwanych krawędziami lub łukami grafu skierowanego. Kolejność wierzchołków w parze wyznacza kierunek krawędzi – w przypadku pary {\displaystyle v,u} łuk biegnie z wierzchołka {\displaystyle v} do wierzchołka {\displaystyle u}. Podobnie, jak w przypadku grafu nieskierowanego, definicja ta ma sens zarówno wtedy, gdy zbiory {\displaystyle V} lub {\displaystyle A} są skończone, jak i nieskończone.

### Graf mieszany
Graf mieszany to uporządkowana trójka grafu {\displaystyle G=(V,E,A)} gdzie zbiory {\displaystyle V,} {\displaystyle E,} {\displaystyle A} są zdefiniowane jak wyżej, czyli zawiera jednocześnie krawędzie skierowane i nieskierowane.

### Grafy z wagami
Przez zdefiniowanie funkcji z {\displaystyle V,} {\displaystyle E} lub {\displaystyle A} w pewien zbiór {\displaystyle X} można przypisać krawędziom lub wierzchołkom etykiety, służące do przechowywania dodatkowych informacji. Etykiety liczbowe są często nazywane wagami, a graf grafem z wagami (grafem z ważeniem, grafem ważonym).
W grafie ważonym krawędziowo zbiór tworzący graf jest rozszerzony o funkcję {\displaystyle \delta \colon E\to K} taką, że dla każdej krawędzi {\displaystyle e\in E,} {\displaystyle \delta (e)} jest wagą danej krawędzi.
Grafem ważonym wierzchołkowo nazywa się graf {\displaystyle G_{\omega }:=(V,E,\omega ),} w którym {\displaystyle \omega \colon V\to \mathbb {N} } jest funkcją przypisującą każdemu wierzchołkowi pewną liczbę naturalną nazywaną wagą wierzchołka. Graf taki oznacza się przez {\displaystyle G_{\omega }} (lub po prostu {\displaystyle G,} a to, że jest ważony wynika z kontekstu), natomiast wagę wierzchołka {\displaystyle v} oznacza się przez {\displaystyle \omega (v)}.

### Warianty definicji
W wielu zastosowaniach podstawowe definicje grafów nie są wystarczające, dlatego wprowadza się pewne modyfikacje. Na przykład aby wprowadzić pętlę, czyli krawędź, której oba końce są tym samym wierzchołkiem, w definicji grafu nieskierowanego należy dopuścić zbiory jednoelementowe {\displaystyle \{v\}} albo użyć dwuelementowego multizbioru {\displaystyle \{v,v\}.} W grafie skierowanym pętla jest naturalnie reprezentowana przez parę {\displaystyle v,v}.
Czasami potrzebna jest możliwość połączenia dwóch wierzchołków przy pomocy więcej niż jednej krawędzi (w przypadku grafu skierowanego chodzi o łuki o takim samym zwrocie). Graf, który na to pozwala, nazywany jest multigrafem. Uzyskuje się go np. przez zdefiniowanie {\displaystyle E} lub {\displaystyle A} jako multizbioru.
Przykłady odmiennych sposobów definiowania grafu
Graf może być też określony jako niepusty zbiór wierzchołków i dana na nim relacja binarna {\displaystyle R} taka, że dla dowolnych wierzchołków {\displaystyle v} i {\displaystyle u} {\displaystyle vRu} zachodzi wtedy i tylko wtedy, gdy istnieje krawędź łącząca {\displaystyle v} i {\displaystyle u}. Dla grafów nieskierowanych relacja ta jest symetryczna .
Graf nieskierowany można też definiować jako trójkę {\displaystyle G=(V,E,\gamma ),} gdzie {\displaystyle V} jest niepustym zbiorem, którego elementy nazywają się wierzchołkami, {\displaystyle E} jest rodziną dwuelementowych podzbiorów zbioru wierzchołków {\displaystyle V} zwanych krawędziami: {\displaystyle E\subseteq \{\{u,v\}:u,v\in V,u\neq v\},} a {\displaystyle \Upsilon } jest funkcją ze zbioru {\displaystyle E} w zbiór {\displaystyle \{u,v\}:u,v\in V(G)\}} wszystkich podzbiorów jedno- lub dwuelementowych zbioru {\displaystyle V.} Wówczas jeżeli {\displaystyle e} jest krawędzią grafu, to kończy się ona wierzchołkami {\displaystyle u,v\in V,} gdy {\displaystyle \gamma (e)=\{u,v\},} i jest pętlą wierzchołka {\displaystyle v,} gdy {\displaystyle \gamma (e)=\{v\}.}
Graf skierowany określa się też jako trójkę {\displaystyle G=(V,E,\gamma ),} gdzie zbiory {\displaystyle V} i {\displaystyle E} są zdefiniowane analogicznie do grafów nieskierowanych a {\displaystyle \gamma } jest funkcją ze zbioru krawędzi w zbiór uporządkowanych par (kwadrat kartezjański, czyli iloczyn kartezjański zbioru ze sobą) wierzchołków – {\displaystyle \gamma \colon E\to V\times V.} Jeśli {\displaystyle e} jest krawędzią grafu {\displaystyle (e\in A)} oraz {\displaystyle \Upsilon (e)=(p,q),} to {\displaystyle p} nazywane jest początkiem krawędzi {\displaystyle e,} a {\displaystyle q} – końcem krawędzi {\displaystyle e} i mówi się, że {\displaystyle e} biegnie od {\displaystyle p} do {\displaystyle q}.

## Inne typy grafów

### Grafy nieskończone
Formalne definicje grafu nie wymagają, by zbiory krawędzi czy wierzchołków były skończone, jednak w literaturze źródłowej zazwyczaj przyjmuje się uproszczenie, że zbiory {\displaystyle E(G)} oraz {\displaystyle V(G)} są skończone.
W przypadku nieskończonego zbioru wierzchołków przy skończonej ilości krawędzi otrzymuje się graf o nieskończonej ilości wierzchołków izolowanych. W przypadku skończonej ilości wierzchołków i nieskończonej ilości krawędzi otrzyma się graf o nieskończonej ilości pętli lub krawędzi wielokrotnych. W obu przypadkach są to grafy skończone. Graf nieskończony {\displaystyle G} składa się z nieskończonego zbioru wierzchołków {\displaystyle V(G)} oraz nieskończonej rodziny {\displaystyle E(G)} krawędzi grafu. Gdy zarówno {\displaystyle V(G),} jak i {\displaystyle E(G)} są przeliczalne, graf {\displaystyle G} nazywa się grafem przeliczalnym. Wiele pojęć z zakresu własności grafów (np. ścieżka, planarność, spójność) można z powodzeniem rozszerzyć na grafy nieskończone. Do grafów nieskończonych należą m.in.:
- graf lokalnie skończony – graf nieskończony, którego każdy wierzchołek posiada skończony stopień,
- graf lokalnie przeliczalny – graf nieskończony, którego każdy wierzchołek ma przeliczalny stopień[38].

### Graf abstrakcyjny
Jeśli nazwać węzłami elementy niepustego zbioru {\displaystyle P=\{p_{1},\dots ,p_{n_{p}}\},} to dla każdej pary węzłów {\displaystyle \{p_{i},p_{j}\}} zachodzi {\displaystyle \{p_{i},p_{j}\}\equiv \{p_{j},p_{i}\},} jeśli {\displaystyle \{p_{i},p_{j}\}} są elementami iloczynu kartezjańskiego {\displaystyle P\otimes P} (są wtedy nierozróżnialne). Gdy {\displaystyle \{p_{i},p_{j}\}} są elementami zbioru {\displaystyle P\times P,} wtedy wprowadza się między nimi rozróżnienie. Dodatkowo niech {\displaystyle L=\{l_{1},\dots ,l_{n_{l}}\}} będzie zbiorem, który może być pusty, a którego elementy nazywane będą połączeniami. Abstrakcyjny graf (ukierunkowany lub nieukierunkowany) jest zadany strukturą matematyczną {\displaystyle G(P,L,f)} ze zbiorami węzłów {\displaystyle P,} połączeń {\displaystyle L} oraz odwzorowaniem incydentnym {\displaystyle f,} zdefiniowanym pomiędzy połączeniami {\displaystyle l_{i}\in L,} oraz parami nierozróżnialnych węzłów {\displaystyle \{p_{j},p_{k}\}\in P\otimes P} lub rozróżnialnych {\displaystyle \{p_{j},p_{k}\}\in P\times P} .

### Graf geometryczny
Dla każdego grafu istnieje nieskończenie wiele przedstawiających go rysunków , gdyż klasyczne definicje grafów nie uwzględniają pojęć z zakresu geometrii, takich jak miara kątów, długości odcinków itp. Czasami jednak rozważane są w przypadku grafów własności stricte geometryczne (współrzędne geometryczne wierzchołków, tylko proste krawędzie, zmieszczenie się w pewnej przestrzeni itp.). Grafy, rozpatrywane jako figury w przestrzeni (w której są one „zanurzone” i która nadaje im cechy charakterystyczne dla danej przestrzeni), nazywa się grafami geometrycznymi. Nadanie grafom właściwości geometrycznych może odbyć się, na przykład, poprzez wprowadzenie długości krawędzi jako spełniającej postulaty metryki dwuargumentowej funkcji ze zbioru krawędzi grafu w zbiór dodatnich liczb rzeczywistych.

## Pojęcia służące do opisu grafów

Wszystkie drogi w tym grafie są proste, nie ma cykli

Graf i jego drzewo spinające (po prawej stronie)

Pętla

Graf, posiadający siedem składowych, z których dwie są izolowanymi wierzchołkami

Graf o ścianach oraz – ściana jest ścianą nieskończoną

### Alfabetyczna lista definicji
- Acentryczność wierzchołka grafu – maksymalna odległość wierzchołka do innych wierzchołków grafu[48]  lub inaczej długość najdłuższej ścieżki prostej zaczynającej się w danym wierzchołku[49] .
- Automorfizm grafu – wzajemnie jednoznaczne przekształcenie {\displaystyle \varphi } zbioru wierzchołków grafu prostego w ten sam zbiór takie, że wierzchołki {\displaystyle \varphi (v)} oraz {\displaystyle \varphi (w)} są sąsiednie wtedy i tylko wtedy, gdy {\displaystyle v} i {\displaystyle w} są sąsiednie[50].
- Centrum grafu – wierzchołek grafu spójnego taki, że największa z odległości od centrum do innych wierzchołków grafu jest najmniejsza[51].
- Cykl – zamknięta droga prosta {\displaystyle e_{a},e_{b},\dots ,e_{z},} taka że krawędź {\displaystyle e_{z}} kończy się w początkowym wierzchołku drogi[52].
- Droga – wyznaczona przez krawędzie trasa, polegająca na podróżowaniu od wierzchołka do wierzchołka po łączących je krawędziach[52]. Jeżeli przez {\displaystyle e_{i}} oznaczy się {\displaystyle i}-tą krawędź grafu, to droga może być jednoznacznie zapisana jako {\displaystyle e_{a},e_{b},\dots ,e_{z}}[53][54].
- Droga prosta – droga niezawierająca dwóch tych samych krawędzi[55].
- Długość drogi/ścieżki – liczba krawędzi/wierzchołków, tworzących daną drogę/ścieżkę[56].
- Droga acykliczna – droga, niezawierająca cyklu[52].
- Drzewo spinające grafu – spójny, acykliczny podgraf danego grafu, zawierający wszystkie jego wierzchołki[53].
- Gęstość grafu – stosunek liczby krawędzi do największej możliwej liczby krawędzi[57] . Używa się również określeń: graf gęsty, jeżeli ma on dużo krawędzi w stosunku do liczby wierzchołków, i podobnie graf rzadki, jeżeli ma on mało krawędzi w stosunku do liczby wierzchołków, przy czym znaczenie słów mało i dużo może zależeć od kontekstu[58] .
- Klika – podzbiór wierzchołków danego grafu wraz z krawędziami je łączącymi, takich, że każde dwa wierzchołki tego podzbioru są sąsiadami[59][60]  (czyli podgraf pełny[61]).
- Kolorowanie grafu – nadanie każdemu wierzchołkowi koloru tak, by żadne sąsiadujące ze sobą wierzchołki nie były pokolorowane tym samym kolorem[62].
- Krawędzie sąsiednie – krawędzie kończące się w jednym wierzchołku[63]. W przypadku grafów skierowanych zazwyczaj wymagana jest zgodność kierunków krawędzi, tj. dwie krawędzie są sąsiednie, jeżeli odpowiednio kończą się i zaczynają w tym samym wierzchołku[52].
- Krawędź/wierzchołek krytyczny – krawędź/wierzchołek, po usunięciu której/którego ze zbioru pokrywającego zmniejsza się indeks pokrycia krawędziowego/wierzchołkowego[64].
- Liczba chromatyczna – najmniejsza liczba kolorów potrzebna do prawidłowego pokolorowania grafu[62].
- Most – krawędź, po usunięciu której wzrasta liczba spójnych składowych grafu[65].
- Nadgraf grafu {\displaystyle H} – taki graf, że {\displaystyle H} jest jego podgrafem[66] .
- Odległość – liczba krawędzi w najkrótszej ścieżce łączącej dane dwa wierzchołki.
- Pętla – krawędź zaczynająca i kończąca się w tym samym wierzchołku[7].
- Podgraf grafu {\displaystyle H} – graf {\displaystyle G} uzyskany poprzez usunięcie części wierzchołków z {\displaystyle H,} wraz z kończącymi się w nich krawędziami[67].
- Rozmiar grafu {\displaystyle G} – liczbę krawędzi grafu, oznaczonych {\displaystyle G}[68] .
- Rząd grafu {\displaystyle G} – liczba wierzchołków grafu, oznaczonych {\displaystyle G}[68] .
- Graf r-regularny – graf, w którym każdy wierzchołek grafu jest stopnia {\displaystyle r}[69].
- Sąsiad – dwa wierzchołki są sąsiadami, jeśli istnieje krawędź pomiędzy nimi[52].
- Spójna składowa grafu {\displaystyle G} – możliwie największy spójny podgraf grafu {\displaystyle G.} Graf spójny ma jedną spójną składową[46].
- Stopień wierzchołka {\displaystyle v} – liczba kończących się w wierzchołku krawędzi[70]. Oznaczenie: {\displaystyle \deg(v)}[70]. W przypadku grafów skierowanych mówi się o stopniach wejściowym i wyjściowym – {\displaystyle \operatorname {indeg} (v),} {\displaystyle \operatorname {outdeg} (v)}[71]
- Ściana – obszar zamknięty, wyznaczony przez krawędzie grafu (tzw. krawędzie tworzące ścianę)[47]. Z pojęciem ściany ściśle powiązane jest twierdzenie Eulera[72]. Za ścianę uważa się też nieskończony obszar znajdujący się na zewnątrz grafu (a więc każdy graf ma co najmniej jedną ścianę)[47].
- Ścieżka – intuicyjnie jest bardzo podobna do drogi, z tym, że jest wyznaczona przez wierzchołki, tj. można ją opisać poprzez ciąg wierzchołków {\displaystyle v_{a},v_{b},\dots ,v_{z}}[56][73].
- Ścieżka prosta – ścieżka wyznaczona tak, by żaden wierzchołek na trasie nie powtarzał się[74].
- Ścieżka zamknięta – ścieżka {\displaystyle v_{a},v_{b},\dots ,v_{z},v_{a},} czyli kończąca się w początkowym wierzchołku[67].
- Usunięcie wierzchołka – wymazanie wierzchołka oraz wszystkich kończących się w nim krawędzi z danego grafu[75].
- Waga krawędzi – wartość przypisana każdej krawędzi. Często od grafu reprezentującego np. sieć połączeń komunikacyjnych oczekuje się nie tylko informacji o istniejącym połączeniu (krawędzi lub ścieżki), ale też np. o długości połączenia[10]. Graf taki można wykorzystać np. do wyznaczenia optymalnej ścieżki – w sensie przejechanych kilometrów trasy – lub ogólniej do rozwiązania problemu komiwojażera – wyznaczenia optymalnego rozłożenia kabli w sieci[17], koordynowania wysyłania plików metodą peer-to-peer itp.[2]
- Wierzchołek izolowany – wierzchołek o stopniu {\displaystyle 0,} czyli niebędący końcem żadnej krawędzi[76].
- Wierzchołek pokrywający krawędź – wierzchołek {\displaystyle v} pokrywa krawędź {\displaystyle e,} jeżeli {\displaystyle e} kończy się w {\displaystyle v.} W analogiczny sposób definiuje się krawędź pokrywającą dany wierzchołek – krawędź {\displaystyle e} kryje wierzchołek {\displaystyle v,} gdy się w nim kończy. Minimalny pokrywający podzbiór krawędzi/wierzchołków – możliwie najmniejszy podzbiór krawędzi/wierzchołków grafu taki, że pokrywają one wszystkie wierzchołki/krawędzie danego grafu. Liczność minimalnego zbioru pokrywającego krawędzi/wierzchołków nazywa się indeksem pokrycia wierzchołkowego/krawędziowego. Wszystkie podzbiory o tej liczności i własności nazywa się pokryciem minimalnym.
- Wierzchołek rozcinający – wierzchołek, po usunięciu którego zwiększa się liczba spójnych składowych grafu[77]. Nazywany przegubem tworzy tzw. wąskie gardło grafu, tj. istnieją w grafie dwa wierzchołki takie, że każda łącząca je droga musi przejść przez wierzchołek rozcinający[78] .

### Oznaczenia formalne
Często dla danego grafu {\displaystyle G} stosuje się skrócone oznaczenia oparte na alfabecie greckim oraz łacińskim:
- {\displaystyle n} lub {\displaystyle V(G)} – liczba wierzchołków {\displaystyle G}[8][80],
- {\displaystyle m} lub {\displaystyle E(G)} – liczba krawędzi {\displaystyle G}[30][80],
- {\displaystyle \delta (G)} – najmniejszy stopień wierzchołka w {\displaystyle G}[81] ,
- {\displaystyle \Delta (G)} – największy stopień wierzchołka w {\displaystyle G}[80],
- {\displaystyle \chi (G)} – liczba chromatyczna {\displaystyle G}[82],
- {\displaystyle \chi '(G)} – indeks chromatyczny {\displaystyle G}[82],
- {\displaystyle k} – liczba spójnych składowych {\displaystyle G}[80].

Przykład dla grafu nieskierowanego {\displaystyle G}
- {\displaystyle V(G)=\{v_{1},v_{2},v_{3},v_{4},v_{5},v_{6}\}}
- {\displaystyle E(G)=\{\{v_{1},v_{2}\},\{v_{1},v_{5}\},\{v_{5},v_{4}\},\{v_{4},v_{6}\},}

{\displaystyle \{v_{4},v_{3}\},\{v_{3},v_{2}\},\{v_{2},v_{5}\}\}}

Graf nieskierowany

Przykładową ścieżką prostą może być {\displaystyle v_{6},v_{4},v_{5},v_{1},} a cyklem – {\displaystyle v_{5},v_{4},v_{3},v_{2},v_{5}.} Stopnie wierzchołków są następujące:
- {\displaystyle \deg(v_{1})=2}
- {\displaystyle \deg(v_{2})=3}
- {\displaystyle \deg(v_{3})=2}
- {\displaystyle \deg(v_{4})=3}
- {\displaystyle \deg(v_{5})=3}
- {\displaystyle \deg(v_{6})=1}

Krawędź {\displaystyle \{v_{1},v_{5}\}} jest sąsiednia z {\displaystyle \{v_{5},v_{2}\},} ale nie jest z {\displaystyle \{v_{2},v_{3}\}.} Graf {\displaystyle G} ma trzy ściany – zewnętrzną oraz dwie wyznaczone odpowiednio przez ścieżki np. {\displaystyle v_{2},v_{3},v_{4},v_{5}} i {\displaystyle v_{1},v_{5},v_{2}.} Graf {\displaystyle G} jest spójny, czyli ma jedną spójną składową. Natomiast podgraf grafu {\displaystyle G} składający się z wierzchołków {\displaystyle v_{1},v_{2},v_{5},v_{6}} i incydentnych z nimi krawędziami ma dwie spójne składowe – cykl {\displaystyle v_{1},v_{2},v_{5},v_{1}} i wierzchołek izolowany {\displaystyle v_{6}.}

### Izomorfizm i homeomorfizm grafów

Przykład dwóch grafów izomorficznych

Przykład dwóch grafów homeomorficznych

Graficzna reprezentacja grafów (w postaci kropek i łączących je krzywych) jest tylko sposobem przedstawienia relacji zachodzących między wierzchołkami. Dla każdego grafu istnieje nieskończenie wiele przedstawiających go jednoznacznie wykresów, rysunków . Właściwości grafów są niezależne od sposobu numerowania wierzchołków, kolejności ich rysowania itp. Grafy różniące się tylko sposobem ich przedstawienia lub indeksami nadanymi wierzchołkom nazywają się izomorficznymi.
Dwa grafy są homeomorficzne, jeśli z jednego grafu można otrzymać drugi, zastępując wybrane krawędzie łańcuchami prostymi lub łańcuchy proste pojedynczymi krawędziami.

### Klasy grafów
Grafy można podzielić ze względu na różne własności, zazwyczaj zachowane w obrębie izomorfizmów danego grafu  . Niektóre klasy grafów to:
- drzewo – spójny graf acykliczny[18],
- graf acykliczny – graf niezawierający żadnej drogi zamkniętej[89],
- graf cykliczny – regularny graf spójny, którego każdy wierzchołek jest stopnia drugiego[86],
- graf dwudzielny – graf, którego wierzchołki mogą być podzielone na dwa zbiory, tak by w obrębie jednego zbioru żaden wierzchołek nie był połączony z innym[90],
- graf dwudzielny pełny – graf dwudzielny taki, że każdy wierzchołek z jednego zbioru jest połączony krawędzią z każdym wierzchołkiem ze zbioru drugiego. Pełny graf dwudzielny o {\displaystyle n_{1}+n_{2}} wierzchołkach oznacza się {\displaystyle K_{n_{1},n_{2}}}[90],
- graf eulerowski – graf, posiadający drogę prostą, przechodzącą przez każdą krawędź[91]; niebędącym grafem eulereowskim jest graf półeulerowski, w którym istnieje droga, zawierająca każdą krawędź danego grafu,
- graf genusu {\displaystyle g} – graf, który można narysować bez przecięć (czyli w formie grafu płaskiego) na powierzchni genusu {\displaystyle g,} ale nie można narysować go bez przecięć na powierzchni genusu {\displaystyle g-1}[92].
- graf hamiltonowski – graf, posiadający ścieżkę prostą, przechodzącą przez każdy wierzchołek[91],
- graf k-dzielny – graf, którego zbiór wierzchołków można podzielić na {\displaystyle k} parami rozłącznych podzbiorów takich, że żadne dwa węzły, należące do tego samego zbioru, nie są połączone krawędzią[93],
- graf k-dzielny pełny – graf, którego zbiór wierzchołków dzieli się na {\displaystyle k} niepołączonych między sobą podzbiorów wierzchołków, oraz każdy wierzchołek {\displaystyle v_{i}} z {\displaystyle j}-tego przedziału {\displaystyle v_{i}} jest połączony z każdym wierzchołkiem z każdego z przedziałów poza {\displaystyle j}[93],
- graf k-spójny – graf, posiadający {\displaystyle k} spójnych składowych[94] ,
- graf komórkowy – graf płaski, którego wszystkie ściany są utworzone przez drogi zamknięte tej samej długości[95],
- graf krytyczny – graf, którego każdy wierzchołek/krawędź jest krytyczny/krytyczna[78] ,
- graf kubiczny – specjalne określenie dla grafów regularnych stopnia {\displaystyle 3}[96],
- graf liniowy – graf, otrzymany poprzez usunięcie jednej krawędzi z grafu cyklicznego[86],
- graf pełny – graf, którego każdy wierzchołek jest połączony bezpośrednio krawędzią z każdym innym[97]; graf pełny o {\displaystyle n} wierzchołkach oznacza się {\displaystyle K_{n}}[86][69],
- graf planarny – graf, dla którego istnieje graf izomorficzny i który można przedstawić na płaszczyźnie tak, by żadne krawędzie się nie przecinały[98]. Kazimierz Kuratowski udowodnił, że grafy pełne {\displaystyle K_{5}} i {\displaystyle K_{3,3}} są nieplanarne oraz że każdy inny graf nieplanarny musi posiadać podgraf homeomorficzny z którymś z tych grafów[83],
- graf platoński – grafy, utworzone z krawędzi i wierzchołków wielościanów foremnych[99],
- graf płaski – izomorficzne przedstawienie grafu takie, że żadne dwie krawędzie się nie przecinają[100],
- graf podstawowy grafu skierowanego – niemal ten sam, co graf płaski, ale nieskierowany, bo bez zwrotów na krawędziach[101],
- graf prosty – graf, niezawierający pętli ani krawędzi wielokrotnych[102], nazywany jest multigrafem[97]; z reguły zdanie „{\displaystyle G} jest grafem” oznacza w domyśle, że {\displaystyle G} jest grafem prostym[7],
- graf przedziałowy – graf, utworzony ze zbioru odcinków na prostej poprzez przypisanie każdemu odcinkowi wierzchołka i połączenie krawędziami wierzchołków, których odcinki się nakładają[103] ,
- graf pusty – graf, nieposiadający krawędzi[104],
- graf r-regularny – graf, którego każdy wierzchołek jest stopnia {\displaystyle r}[69],
- graf samodopełniający – graf prosty izomorficzny ze swoim własnym dopełnieniem,
- graf spójny – graf, w którym dla każdego wierzchołka istnieje droga do każdego innego wierzchołka[46],
- graf toroidalny – graf genusu {\displaystyle 1}[92],
- k-kostka – regularny graf dwudzielny, którego wierzchołki odpowiadają ciągom {\displaystyle (a_{1},a_{2},\dots ,a_{k}),} że {\displaystyle \forall i\in <1,k>a_{i}=0\lor a_{i}=1,} i którego wierzchołki połączone są krawędzią wtedy i tylko wtedy, gdy różnią się jednym wyrazem odpowiadającego im ciągu[87],
- koło – graf o {\displaystyle n} wierzchołkach, utworzony z grafu cyklicznego o {\displaystyle n-1} wierzchołkach poprzez połączenie nowego wierzchołka z każdym wierzchołkiem w grafie cyklicznym[86],
- las – niespójny graf acykliczny[105],
- turniej – graf skierowany, w którym każde dwa wierzchołki łączy dokładnie jedna krawędź[106].

## Operacje na grafach

Grafy dualne. Rysunek tłumaczy, jak zrobić graf dualny do grafu planarnego. Dla grafu nieplanarnego należy znaleźć dwuwymiarową przestrzeń (osadzoną w wielowymiarze), w której ten graf jest planarny, np. K5 nie można bez przecięć narysować na kuli, ale da się na torusie i tam można znaleźć jego graf dualny

### Operacje binarne
Suma grafów
{\displaystyle G_{1}\cup G_{2}=(V_{1}\cup V_{2},E_{1}\cup E_{2})} – jeżeli dane są dwa grafy {\displaystyle G_{1}=(V_{1},E_{1})} oraz {\displaystyle G_{2}=(V_{2},E_{2}),} to ich sumą jest graf, którego zbiór wierzchołków i krawędzi tworzą wszystkie wierzchołki i krawędzie tych grafów.
Przecięcie grafów
Przecięcie grafów {\displaystyle G_{1}\cap G_{2}=(V_{1}\cap V_{2},E_{1}\cap E_{2})} jest definiowane analogicznie do sumy. Jeżeli dane są dwa grafy {\displaystyle G_{1}=(V_{1},E_{1})} i {\displaystyle G_{2}=(V_{2},E_{2}),} to ich przecięciem jest graf, którego wierzchołki i krawędzie wchodzą w skład obu tych grafów .
Zespolenie grafów
{\displaystyle G_{1}+G_{2}=(V_{1}\cup V_{2},E_{1}\cup E_{2}\cup \{\{v_{1},v_{2}\}:v_{1}\in V_{1},v_{2}\in V_{2}\})} – zespoleniem grafów {\displaystyle G_{1}=(V_{1},E_{1})} i {\displaystyle G_{2}=(V_{2},E_{2})} nazywa się graf, w którym z każdego wierzchołka {\displaystyle G_{1}} poprowadzono krawędzie do każdego wierzchołka {\displaystyle G_{2}}.

### Operacje unarne
Graf krawędziowy
Graf krawędziowy grafu prostego {\displaystyle G} to graf, który dla każdej krawędzi z {\displaystyle G} ma wierzchołek połączony z wierzchołkami reprezentującymi pozostałe krawędzie sąsiadujące ze sobą w {\displaystyle G}. Etapy konstrukcji grafu krawędziowego {\displaystyle L_{G}{:}}
1. Jeśli każdej krawędzi {\displaystyle e_{i}} grafu {\displaystyle G} przypisać jednoznacznie węzeł {\displaystyle v_{i}} grafu {\displaystyle L_{G},} to
2. Dwa węzły grafu {\displaystyle L_{G}} {\displaystyle v_{i}} oraz {\displaystyle v_{j}} da się połączyć krawędzią wtedy i tylko wtedy, gdy odpowiednie krawędzie {\displaystyle e_{i}} oraz {\displaystyle e_{j}} w grafie {\displaystyle G} są do siebie przyległe, tj. kończą się w jednym wierzchołku[113].

Dopełnienie grafu
Dopełnieniem grafu {\displaystyle G} nazywa się graf {\displaystyle {\overline {G}},} w którym dwa wierzchołki są sąsiednie wtedy i tylko wtedy, gdy nie były sąsiednie w {\displaystyle G.} Inaczej mówiąc, w dopełnieniu dwa wierzchołki są połączone krawędzią wtedy, gdy nie były połączone w grafie wyjściowym.
Graf dualny
Graf dualny grafu {\displaystyle G} – graf, którego wierzchołki odpowiadają ścianom w {\displaystyle G.} Wierzchołki te są połączone, jeżeli odpowiednie ściany w {\displaystyle G} są sąsiednie.
Domknięcie przechodnie
Domknięcie przechodnie dowolnych wierzchołków grafu {\displaystyle G} następuje wtedy i tylko wtedy, gdy pomiędzy wierzchołkami grafu, posiadającego te same wierzchołki co {\displaystyle G,} istnieje droga.

## Algorytmy grafowe
Poprzez pojęcie algorytmu grafowego rozumie się zazwyczaj algorytmy rozwiązujące problemy przedstawione przy użyciu pojęcia grafu .

### Przeszukiwanie grafu
Przez przeszukiwanie lub przechodzenie grafu rozumie się ciąg czynności, polegających na odwiedzeniu w jakiś usystematyzowany sposób wszystkich wierzchołków grafu w celu zebrania potrzebnych informacji. Często podczas przejścia grafu rozwiązuje się już jakiś problem, ale przeważnie jest to tylko wstęp do wykonania właściwego algorytmu grafowego. Najczęściej używane metody przeszukiwania grafów:
Przeszukiwanie wszerz
Przeszukiwanie wszerz polega na odwiedzeniu wszystkich wierzchołków, osiągalnych z danego wierzchołka.
Przeszukiwanie w głąb
Przeszukiwanie w głąb polega na badaniu wszystkich krawędzi, wychodzących z podanego wierzchołka. Po zbadaniu wszystkich krawędzi wychodzących z danego wierzchołka algorytm powraca do wierzchołka, z którego dany wierzchołek został odwiedzony.

## Sposoby prezentacji grafów
Każdy graf może być jednoznacznie prezentowany na wiele sposobów. Dla percepcji człowieka najwygodniejszy jest rysunek grafu, pozostałe sposoby prezentacji wykorzystywane są w komputerach. Każda z tych prezentacji ma swoje wady i zalety, generalnie ograniczające są dwa warunki – ilość pamięci przeznaczonej na prezentację i jej możliwości szybkiego odpowiadania na pytania, czy między wierzchołkami {\displaystyle v} i {\displaystyle u} jest krawędź. W przypadku grafów rzadkich listy sąsiedztwa okazują się wystarczająco szybkie by zrezygnować z pamięciożernych tablic. Sposobami prezentacji grafów są: rysunek, macierze sąsiedztwa, listy sąsiedztwa i macierze incydencji.

### Rysunek grafu
Jednym ze sposobów prezentacji grafu jest rysunek grafu, ukazujący wierzchołki i łączące je krawędzie. Wierzchołki oznaczane są zazwyczaj kropkami lub kołami, niekiedy zawierającymi indeksy bądź inne dodatkowe informacje . Krawędzie prezentowane są krzywymi bądź prostymi, w przypadku krawędzi ważonych waga umieszczona jest bezpośrednio nad krawędzią.

Rysunkiem grafu {\displaystyle G} jest wykres składający się z punktów odpowiadających wierzchołkom zbioru {\displaystyle G} i łuków czy odcinków odpowiadających krawędziom, tak, że jeśli {\displaystyle \Upsilon (e)=(u,v),} to łuk dla krawędzi {\displaystyle e} łączy punkty oznaczone literami {\displaystyle u} i {\displaystyle v.}

### Macierz sąsiedztwa
Jedną ze struktur danych, umożliwiających przedstawienie skomplikowanego grafu lub jego przechowywanie w pamięci komputera, jest macierz sąsiedztwa, zawierająca dane na temat połączeń między wierzchołkami. Macierz jest rozmiaru {\displaystyle V(G)} na {\displaystyle V(G),} wyraz, leżący z {\displaystyle i}-tego wiersza i {\displaystyle j}-tej kolumny, zawiera wartość będącą liczbą krawędzi łączących {\displaystyle i}-ty i {\displaystyle j}-ty wierzchołek. W przypadku grafów prostych wyrazami w macierzy będą wartości boole’owskie – jest krawędź, bądź nie ma krawędzi. Macierz sąsiedztwa pozwala na prezentację grafów, zawierających krawędzie wielokrotne oraz pętle własne. Aby dowiedzieć się, ile krawędzi łączy wierzchołki {\displaystyle v_{i}\ i\ v_{j},} wystarczy sprawdzić wartość komórki {\displaystyle A[i,j]} . Tak zaimplementowana komputerowa struktura danych gwarantuje, że operacje sprawdzenia, czy {\displaystyle (v_{i},v_{j})\in E(G),} dodania oraz usunięcia krawędzi odbywają się w stałym czasie. Do jej wad należy duża ilość potrzebnej pamięci (asymptotyczne tempo wzrostu {\displaystyle O(n^{2})}) oraz fakt, że czas potrzebny do przejrzenia zbioru krawędzi jest proporcjonalny do kwadratu liczby wierzchołków (złożoność obliczeniowa wynosi {\displaystyle O(n^{2})}), zamiast do liczby krawędzi .
| Macierz sąsiedztwa                                                                            | Rys. |
| --------------------------------------------------------------------------------------------- | ---- |
| {\displaystyle A=\left[{\begin{matrix}0&1&0&1\\1&0&1&2\\0&1&0&1\\1&2&1&0\end{matrix}}\right]} |      |

### Lista sąsiedztwa
Drugą popularną reprezentacją grafu są tzw. listy sąsiedztwa – dla każdego wierzchołka zapamiętywana jest lista sąsiadujących z nim wierzchołków. W implementacji tej metody stosuje się listy jednokierunkowe oraz jednowymiarową tablicę wskaźników o rozmiarze {\displaystyle V(G),} gdzie {\displaystyle i}-ty element tablicy jest wskaźnikiem do początku listy przechowującej sąsiadów {\displaystyle i}-tego wierzchołka. W odróżnieniu od macierzy sąsiedztwa lista sąsiedztwa wymaga ilości pamięci proporcjonalnej do liczby krawędzi, także przejrzenie całego zbioru krawędzi jest proporcjonalne do jego rozmiaru. W stosunku do macierzy sąsiedztwa większą złożoność mają jednak operacje elementarne – sprawdzenie, czy {\displaystyle \{v_{i},v_{j}\}\in E(G)} wymaga czasu proporcjonalnego do mniejszego ze stopni wierzchołków, a np. usunięcie krawędzi – do większego z nich.
| Lista sąsiedztwa | Rys. |
| --- | ---- |
| {\displaystyle u\to v,y} {\displaystyle v\to u,w,y} {\displaystyle w\to v,x,y} {\displaystyle x\to w,y} {\displaystyle y\to u,v,w,x} |      |

### Macierz incydencji
Macierz incydencji {\displaystyle M} wymiaru {\displaystyle V(G)} na {\displaystyle E(G)} zawiera informacje takie, że {\displaystyle M_{i,j}=1} tylko, gdy {\displaystyle j}-ta krawędź kończy się w {\displaystyle i}-tym wierzchołku (czyli jest z nim incydentna). W przeciwnym wypadku {\displaystyle M_{i,j}=0}. Jeśli oznaczyć krawędzie przykładowego grafu tak jak na jego rysunku, to macierz incydencji o kolumnach odpowiadającym krawędziom i wierszach odpowiadającym wierzchołkom może wyglądać następująco:
| Macierz incydencji                                                                                            | Rys. |
| --- | ---- |
| {\displaystyle M=\left[{\begin{matrix}1&0&0&1&0&0\\1&1&0&0&1&1\\0&1&1&0&0&0\\0&0&1&1&1&1\end{matrix}}\right]} |      |

## Uogólnienia
Hipergrafy

Przykładowy hipergraf

Hipergraf jest strukturą podobną do grafu, z tą różnicą, że jego krawędź może łączyć więcej niż dwa wierzchołki.
Grafy w teorii modeli
W teorii modeli graf jest szczególnym przypadkiem struktury matematycznej .
Grafy a matroidy
Matroidy mogą być rozważane jako uogólnienie pojęcia grafu, a pojęcia grafowe rozważane w odniesieniu do pojęć teorii matroidów mogą być przedstawione w prostszy sposób. Niech dany będzie dowolny graf {\displaystyle G=(V,E).} Zbiór {\displaystyle E} krawędzi grafu można rozważać jako nośnik matroidu. Zbiorami niezależnymi będą te jego podzbiory, które nie zawierają cyklu, tj. drzewa oraz lasy .